# Микитюк, Евгений Владимирович
Евге́ний Влади́мирович Микитю́к (укр. Євгеній Володимирович Микитюк; род. 21 сентября 2005) — украинский футболист, полузащитник житомирского «Полесья».

## Клубная карьера
Футболом начал заниматься в 2016 году в «ДЮСШ-Жерме» (Черняхов), выступавшем в юношеском чемпионате Житомирской области. В 2018 году перебрался в академию «Динамо», в составе которого выступал в ДЮФЛУ. В конце февраля 2022 года попал в заявку столичного клуба на матчи Премьер-лиги Украины, но на футбольное поле не выходил.
В августе 2022 года свободным агентом перешел в «Полесье». В футболке житомирского клуба дебютировал 27 августа 2022 в победном (3:0) выездном поединке 1-го тура группы «А» Первой лиги Украины против франковского «Прикарпатья». Евгений вышел на поле на 49-й минуте вместо Евгения Морозко. Первым голом во взрослом футболе отличился 14 мая 2023 на 84-й минуте победного (5:0) домашнего поединка 6-го тура чемпионского раунда Первой лиги Украины против кременчугского «Кременя». Микитюк вышел на поле на 83-й минуте вместо Василия Грицука. В сезоне 2022/23 годов провел 11 матчей (1 гол) в Первой лиге Украины и помог команде выйти в высший дивизион чемпионата Украины. Впервые в заявку на поединки Премьер-лиги Украины попал 28 июля 2023 года, в победном (2:0) выездном поединке 1-го тура против ровенского «Вереса». Евгений просидел все 90 минут на скамейке запасных.

## Карьера в сборной
В начале ноября 2021 года получил вызов в юношескую сборную Украины (U-17). В футболке команды U-17 дебютировал 13 ноября 2021 в победном (3:0) домашнем поединке квалификации юношеского чемпионата Европы (U-17) против сверстников из Казахстана. Евгений вышел на поле в стартовом составе и отыграл весь матч, а на 45+2-й минуте отличился голом.